# 前431年
| 千纪： | 前1千纪 |
| 世纪： | 前6世纪 \| 前5世纪 \| 前4世纪 |
| 年代： | 前460年代 \| 前450年代 \| 前440年代 \| 前430年代 \| 前420年代 \| 前410年代 \| 前400年代                                                                   |
| 年份： | 前436年 \| 前435年 \| 前434年 \| 前433年 \| 前432年 \| 前431年 \| 前430年 \| 前429年 \| 前428年 \| 前427年 \| 前426年                                     |
| 纪年： | 周考王十年 魯元公六年 齊宣公二十五年 晉幽公三年 趙襄子四十五年 秦躁公十二年 楚簡王元年 宋昭公三十八年 衛昭公元年 鄭共公二十四年 燕閔公八年 越王朱勾十七年 |

## 大事记
- 楚簡王率领楚国军队北上讨伐莒国，《楚世家》《六国年表》认为这次战争灭亡了莒国
- 伯罗奔尼撒战争，斯巴达国王阿希达穆斯二世进军阿提卡，骚扰雅典农村地带。
- 欧里庇得斯的戏剧美狄亚在著名的雅典戏剧节酒神节上获得三等奖。

## 出生
- 色诺芬，雅典学者、军事家，《长征记》的作者，一些考古学者认为，公元前431年他出生于雅典附近的阿提卡城。